# Ocellularia concentrica
Ocellularia concentrica är en lavart som först beskrevs av James Stirton och som fick sitt nu gällande namn av Martha Allen Sherwood 1987. 
Ocellularia concentrica ingår i släktet Ocellularia och familjen Thelotremataceae. Inga underarter finns listade i Catalogue of Life.